# Divize D 1991/1992
V soubojích 27. ročníku Moravskoslezské divize D 1991/92 (jedna ze skupin 4. fotbalové ligy) se utkalo 16 týmů každý s každým dvoukolovým systémem podzim–jaro. Tento ročník začal v srpnu 1991 a skončil v červnu 1992.

## Nové týmy v sezoně 1991/92
- Ze III. ligy – sk. B 1990/91 sestoupilo do Divize D mužstvo VTJ Sigma Hodonín.
- Z Jihomoravského krajského přeboru 1990/91 postoupilo vzhledem k reorganizaci a vzniku Divize E celkem 10 mužstev: vítězné TJ ČKD Blansko, dále 2. TJ Kunovice, 3. TJ Baník Ratíškovice, 6. TJ Veselí nad Moravou, 7. TJ Třebíč, 8. TJ Dolní Němčí, 9. TJ Zetor Brno, 10. TJ Baník Zbýšov, 12. FC Svit Zlín „B“ a 14. FC Znojmo.[1]
- Mužstvo TJ Svitavy postoupilo ze 3. místa Východočeského krajského přeboru 1990/91.[2]

## Kluby podle žup
- Jihomoravská (10): TJ Baník Ratíškovice, TJ Tatran Fosfa Poštorná,  ČKD Blansko, FC Boby Brno „B“, TJ Zetor Brno, TJ Jiskra Kyjov, FC Znojmo, TJ Baník Zbýšov, TJ Třebíč, TJ Svitavy.
- Středomoravská (6): TJ Spartak Uherský Brod, VTJ Sigma Hodonín, TJ Dolní Němčí, FC Svit  „B“, TJ Kunovice, TJ Veselí nad Moravou.

## Konečná tabulka
Zdroj: 
| Poř. | Tým                            | Z  | V  | R  | P  | VG | OG | B  |
| ---- | ------------------------------ | -- | -- | -- | -- | -- | -- | -- |
| 1.   | TJ Spartak Uherský Brod        | 30 | 16 | 10 | 4  | 59 | 26 | 42 |
| 2.   | VTJ Sigma Hodonín (S)          | 30 | 17 | 5  | 8  | 52 | 34 | 39 |
| 3.   | TJ Dolní Němčí (N)             | 30 | 16 | 5  | 9  | 60 | 43 | 37 |
| 4.   | TJ Svitavy (N)                 | 30 | 14 | 7  | 9  | 40 | 35 | 35 |
| 5.   | TJ Baník Ratíškovice (N)       | 30 | 13 | 7  | 10 | 57 | 46 | 33 |
| 6.   | TJ Třebíč/FC Slavia Třebíč (N) | 30 | 14 | 5  | 11 | 52 | 44 | 33 |
| 7.   | FC Svit Zlín „B“ (N)           | 30 | 13 | 6  | 11 | 53 | 45 | 32 |
| 8.   | TJ Tatran Fosfa Poštorná       | 30 | 12 | 6  | 12 | 50 | 50 | 30 |
| 9.   | TJ ČKD Blansko (N)             | 30 | 10 | 9  | 11 | 41 | 39 | 29 |
| 10.  | TJ Kunovice (N)                | 30 | 9  | 9  | 12 | 37 | 37 | 27 |
| 11.  | FC Boby Brno „B“               | 30 | 7  | 12 | 11 | 33 | 37 | 26 |
| 12.  | TJ Zetor Brno (N)              | 30 | 9  | 8  | 13 | 26 | 39 | 26 |
| 13.  | TJ Veselí nad Moravou (N)      | 30 | 10 | 5  | 15 | 43 | 61 | 25 |
| 14.  | TJ Jiskra Kyjov                | 30 | 7  | 11 | 12 | 24 | 45 | 25 |
| 15.  | FC Znojmo (N)                  | 30 | 8  | 5  | 17 | 27 | 54 | 21 |
| 16.  | TJ Baník Zbýšov (N)            | 30 | 8  | 4  | 18 | 35 | 54 | 20 |

Poznámky:
- Z = Odehrané zápasy; V = Vítězství; R = Remízy; P = Prohry; VG = Vstřelené góly; OG = Obdržené góly; B = Body; (S) = Mužstvo sestoupivší z vyšší soutěže; (N) = Mužstvo postoupivší z nižší soutěže (nováček)
- Podzim 1991 odehrál TJ Třebíč, na jaře 1992 už startoval nový klub FC Slavia Třebíč

|  | Postup do MSFL 1992/93                           |
|  | Sestup do Jihomoravského župního přeboru 1992/93 |